# Puyrolland
Puyrolland – miejscowość i gmina we Francji, w regionie Nowa Akwitania, w departamencie Charente-Maritime.
Według danych na rok 1990 gminę zamieszkiwało 209 osób, a gęstość zaludnienia wynosiła 16 osób/km² (wśród 1467 gmin regionu Poitou-Charentes Puyrolland plasuje się na 789. miejscu pod względem liczby ludności, natomiast pod względem powierzchni na miejscu 676.).